# City Sightseeing Worldwide
City Sightseeing Worldwide (City Sightseeing Limited) es un grupo empresarial de autobuses turísticos de ámbito internacional. Tiene presencia en más de un centenar de ciudades de los cinco continentes, con la marca Sightseeing Worldwide que va inscrita en los autobuses color rojo que identifican la empresa. En 2011, sumaron 13 millones de pasajeros transportados en sus autobuses.
La sede de la empresa central se distribuye entre Redditch, Worcestershire y Sevilla y funciona a nivel internacional con un sistema de franquicias y acuerdos con grupos internacionales de transportes en otros países. Su último desembarco, en 2014, se ha producido en Dubái, que constituye el principal destino turístico de Oriente Próximo.  

## Historia
El negocio fue fundado por Enrique Ybarra Valdenebro, un emprendedor empresario andaluz que tras realizar sus estudios en Estados Unidos, volvió a Sevilla, donde comenzó un negocio de autobuses turísticos durante la Expo 92, con vehículos parecidos a los tranvías de San Francisco, denominado Compañía Hispalense de Tranvías. Tras un comienzo titubeante, en 1997 llegó a un acuerdo con Ensignbus, una empresa de referencia en el sector, en Londres, y en 1999 creó la marca comercial City Sightseeing, tras comprobar que no existía este modelo de negocio, a nivel internacional, creando su primer servicio en la ciudad de Sevilla. Desde ahí fue expandiéndose primero por España y pronto pasó a Europa, América y actualmente a Medio Oriente.[cita requerida]